# César de Oliveira
António César Gouveia de Oliveira (Fiais da Beira, Oliveira do Hospital, 26 de março de 1941 — Oliveira do Hospital, 15 de junho de 1998), conhecido como César de Oliveira, foi um professor e investigador da história contemporânea portuguesa e um político português.

## Biografia
César de Oliveira nasceu em 26 de março de 1941, em Fiais da Beira, Oliveira do Hospital, distrito de Coimbra.

### Formação
Licenciado em Filosofia pela Faculdade de Letras da Universidade do Porto, César de Oliveira doutorou-se em História pela Universidade Técnica de Lisboa, em 1986, defendendo no Instituto Superior de Ciências Sociais e Políticas a tese A Consolidação do Salazarismo e a Guerra Civil de Espanha (1936-1939).

### Opositor ao Estado Novo
Começou a sua militância política no Partido Comunista Português. Estará envolvido na crise académica de 1962.
Entre Agosto de 1963 a Outubro de 1966 será mobilizado para uma "guerra injusta" segundo as suas próprias palavras.
Após o retorno envolve-se em militância sindical e política. No Porto, entre 1966 e 1969, envolve-se como sindicalista no BPA. Em 1967, faz parte de um alargamento do grupo dinamizados das Edições Afrontamento. As notícias do Maio de 1968 em França impressionam-no na política e no quotidiano.
Em 1971/2 envolve-se em reuniões que utilizavam instalações religiosas para conspirar contra o Estado Novo. Reúne com Jorge Sampaio, Victor Vengorowious, José Manuel Galvão Teles, Manuel Lopes, Zé Dias, Nuno Teotónio Pereira, Félix Ribeiro, Agostinho Roseta, alguns dos quais fariam parte do MES.

### Pós-25 de abril de 1974

#### MES e UEDS
No pós-25 de Abril sido fundador do Movimento de Esquerda Socialista e dirigido o respetivo jornal Esquerda Socialista  existente entre  novembro de 1974 e julho de 1975.
Mais tarde associa-se à União da Esquerda para a Democracia Socialista, de que foi deputado à Assembleia da República, quando se constituiu a Frente Republicana e Socialista, em conjunto com o Partido Socialista.

#### Partido Socialista
Posteriormente, adere ao Partido Socialista.
Entre 1990 e 1994 foi eleito Presidente da Câmara Municipal de Oliveira do Hospital.

### Morte
César de Oliveira morreu em 15 de junho de 1998, aos 57 anos.

## Obras publicadas
- A Comuna de Paris e os Socialistas Portugueses (introdução, seleção de textos e notas). Porto : Brasília Editora, 1971. Coleção Dossier Leitura, 16.[9]
- O Congresso Sindicalista de 1911 (prefácio, notas e seleção de textos) Porto : Edições Afrontamento, 1971. Coleção Movimento Operário Português, 2.[10]
- O Operariado e a República Democrática: 1910-1914. Porto: Edições Afrontamento, 1972. Coleção Movimento Operário Português, 3.[11]
- A criação da União Operária Nacional. Porto: Edições Afrontamento, 1973.[12]
- O Socialismo em Portugal: 1850-1900. Porto: edição do autor, 1973. Coleção Movimento Operário Português, 7.[13]
- O Primeiro Congresso do Partido Comunista Português (recolha, prefácio e notas). Lisboa: Seara Nova, 1975. Coleção Seara Nova, 18.[14]
- A Revolução Russa na Imprensa Portuguesa da Época. Lisboa: Diabril, 1976. Coleção Teoria e Prática, 13.[15]
- MFA e Revolução Socialista. Amadora : Diabril, 1975. Coleção Teoria e Prática, 2.[16]
- Revolução Socialista e Independência Nacional. Lisboa : Iniciativas Editoriais, 1975. Coleção Século XX-XXI.[17]
- 13 Cartas de Portugal para Marx e Engels (recolha, prefácio e notas). Lisboa : Iniciativas Editoriais, 1978. Coleção Memória.[18]
- Portugal e a II República de Espanha (1931-1936). Lisboa: Perspectivas & Realidades, 1985.[19]
- Salazar e a Guerra Civil de Espanha. Lisboa : O Jornal, 1987.[20]
- Salazar e o seu Tempo. Lisboa: O Jornal, 1991. Coleção Memória Memórias. ISBN 972-692-087-6[21]
- Os Anos Decisivos: Portugal 1962-1985: Um Testemunho. Lisboa: Editorial Presença, 1993. Coleção Diversos, 3. ISBN 972-23-1722-9[22]
- Cem Anos Nas Relações Luso-Espanholas: Política e Economia. Lisboa: Cosmos, 1995. Coleção História, 9. ISBN 972-8081-52-9[23]
- História dos municípios e do poder local : dos finais da Idade Média à União Europeia (direção), com MONTEIRO, Nuno Gonçalo (direção e coordenação). Lisboa : Círculo de Leitores, 1996. Coleção Grandes temas da nossa história. ISBN 972-42-1300-5

## Homenagens
- Em 1999 foi feito Grã-Cruz da Ordem da Liberdade, a 9 de junho[24]
- Em 2005 foi feito Grã-Cruz da Ordem do Infante D. Henrique, a 18 de novembro[24]
- A Casa da Cultura de Oliveira do Hospital denomina-se «Casa da Cultura César de Oliveira»[nota 1] [25][26]
- A Câmara Municipal de Lisboa atribuiu o seu nome à Rua Professor César Oliveira, na freguesia do Lumiar[27]
- A vila da Fuseta (Fuzeta), concelho de Olhão, atribuiu o seu nome à Avenida Professor Doutor César Oliveira, junto à ria Formosa[28]